# La Cabima
La Cabima est une localité située dans la district de Panamá, province de Panamá, au Panama. En 2010, la population comptait 21 077 habitants,.